# Ельменгорст (Штормарн)
Ельменгорст (нім. Elmenhorst) — громада в Німеччині, розташована в землі Шлезвіг-Гольштейн. Входить до складу району Штормарн. Складова частина об'єднання громад Баргтегайде-Ланд.
Площа — 14,92 км2. Населення становить 2758 ос. (станом на 31 грудня 2020).